# Walter Hunt
Walter Hunt, född 29 juli 1796 i Martinsburg, USA, död 8 juni 1859 i New York, USA
, var en amerikansk uppfinnare.
Hunt gjorde flera uppfinningar, däribland skyttelsöm-symaskinen (1833), säkerhetsnålen (1849) och en föregångare till Winchesters repetergevär.
När Hunt gjorde sina uppfinningar insåg han ofta inte vikten av dem, många av dem används ofta idag. Exempelvis sålde han patentet på säkerhetsnålen för bara 400 dollar till företaget W. R. Grace and Company för att kunna betala av en skuld på 15 dollar. Symaskinen tog han över huvud taget inte patent på, eftersom han var rädd att den skulle göra sömmerskor arbetslösa. Detta blev rättssak år 1854 då Elias Howe återuppfann symaskinen.